# Esqui aquático nos Jogos Pan-Americanos de 2023 - Wakeboard feminino
O evento do wakeboard feminino do esqui aquático nos Jogos Pan-Americanos de 2023 foi disputado entre 21 e 23 de outubro de 2023 na Lagoa Los Morros, em San Bernardo. Um total de oito esquiadoras aquáticas, cada uma representando um Comitê Olímpico Nacional (CON), participaram da competição.

## Calendário
Horário local (UTC−3).
| Data          | Hora  | Fase            |
| ------------- | ----- | --------------- |
| 21 de outubro | 13:30 | Qualificatórias |
| 22 de outubro | 15:40 | Repescagem      |
| 23 de outubro | 16:10 | Final           |

## Medalhistas
| Ouro   | ARG Eugenia de Armas |
| Prata  | USA Mary Howell      |
| Bronze | CHI Ignacia Holscher |

## Resultados

### Qualificatórias
As duas primeiras de cada bateria avançam para a final; as restantes avançam para a repescagem.
Bateria 1
| Pos. | Esquiadora          | CON                | Exec. | Int.  | Comp. | Result. | Notas |
| ---- | ------------------- | ------------------ | ----- | ----- | ----- | ------- | ----- |
| 1    | Mary Howell         | USA Estados Unidos | 27.20 | 27.28 | 27.20 | 81.67   | Q     |
| 2    | Mariana Nep Ribeiro | BRA Brasil         | 21.09 | 21.15 | 21.09 | 63.33   | Q     |
| 3    | Ashley Leugner      | CAN Canadá         | 19.43 | 19.48 | 19.43 | 58.33   | R     |
| 4    | Ana Cristina Sisul  | PAR Paraguai       | 14.43 | 13.92 | 13.88 | 42.22   | R     |

Bateria 2
| Pos. | Esquiadora       | CON           | Exec. | Int.  | Comp. | Result. | Notas |
| ---- | ---------------- | ------------- | ----- | ----- | ----- | ------- | ----- |
| 1    | Eugenia de Armas | ARG Argentina | 28.31 | 28.39 | 28.31 | 85.00   | Q     |
| 2    | Ignacia Holscher | CHI Chile     | 24.42 | 24.49 | 24.42 | 73.33   | Q     |
| 3    | Fernanda Larios  | MEX México    | 18.32 | 18.37 | 19.43 | 56.11   | R     |
| 4    | Manuela Durán    | COL Colômbia  | 12.21 | 12.25 | 12.21 | 36.67   | R     |

### Repescagem
As duas primeiras na repescagem avançam para a final.
| Pos. | Esquiadora         | CON          | Exec. | Int.  | Comp. | Result. | Notas |
| ---- | ------------------ | ------------ | ----- | ----- | ----- | ------- | ----- |
| 1    | Fernanda Larios    | MEX México   | 25.53 | 25.61 | 26.09 | 77.22   | Q     |
| 2    | Ashley Leugner     | CAN Canadá   | 24.98 | 25.05 | 24.98 | 75.00   | Q     |
| 3    | Ana Cristina Sisul | PAR Paraguai | 17.21 | 17.26 | 17.21 | 51.67   |       |
| 4    | Manuela Durán      | COL Colômbia | 13.32 | 13.36 | 13.32 | 40.00   |       |

### Final
Na final as competidoras com as melhores pontuações definiram as medalhistas.
| Pos.              | Esquiadora          | CON                | Exec. | Int.  | Comp. | Result. |
| ----------------- | ------------------- | ------------------ | ----- | ----- | ----- | ------- |
| Medalha de ouro   | Eugenia de Armas    | ARG Argentina      | 27.08 | 27.83 | 28.19 | 83.11   |
| Medalha de prata  | Mary Howell         | USA Estados Unidos | 26.64 | 27.28 | 26.64 | 80.56   |
| Medalha de bronze | Ignacia Holscher    | CHI Chile          | 21.42 | 22.04 | 21.42 | 64.89   |
| 4                 | Fernanda Larios     | MEX México         | 17.76 | 17.81 | 18.32 | 53.89   |
| 5                 | Ashley Leugner      | CAN Canadá         | 13.32 | 13.36 | 13.32 | 40.00   |
| 6                 | Mariana Nep Ribeiro | BRA Brasil         | 12.10 | 12.14 | 11.54 | 35.78   |